# Xeneretmus
Xeneretmus és un gènere de peixos pertanyent a la família dels agònids.

## Taxonomia
- Xeneretmus latifrons (Gilbert, 1890)[2]
- Xeneretmus leiops (Gilbert, 1915)[3]
- Xeneretmus ritteri (Gilbert, 1915)[3]
- Xeneretmus triacanthus (Gilbert, 1890)[2][4][5][6][7][8]